# Pietro Someda de Marco
Pietro Someda de Marco (Mereto di Tomba, 14 novembre 1891 – Mereto di Tomba, 2 dicembre 1970) è stato uno scrittore e storico italiano.

## Biografia
Pietro Someda de Marco si laureò in giurisprudenza all'Università di Padova. Fu socio dell'Accademia di Udine, della Deputazione di storia patria e dell'Ateneo Veneto. Lavorò come redattore dello Strolic furlan (dal 1926 al 1931 e dal 1951 al 1957) e come direttore del Ce fastu? (dal 1927 al 1929).
Pubblicò opere in lingua friulana, tra cui le raccolte poetiche Il miò zardín ("Il mio giardino", 1926), Il cocolâr ("Il noce", 1943) e l'opera in prosa Sul troi de vite ("Sul sentiero della vita", 1957). Si ricordano saggi storici e di arte figurativa scritti in italiano, come Notariato friulano (1958), Medici forojuliensi dal sec. XIII al sec. XVIII (1963), Il pittore Domenico Someda (1951), Giuseppe Buzzi pittore friulano del Settecento (1970), Un ritratto inedito del Politi (1967), Giuseppe Malignani pittore e fotografo (1962) e Iconografia ragionata di Pietro Zorutti (1792-1867) nella scultura (1970).